# 2009年ブラジルグランプリ
2009年ブラジルグランプリは、2009年F1世界選手権第16戦として、2009年10月18日にインテルラゴス・サーキットで開催された。正式名称はFORMULA 1 Grande Prêmio do Brasil 2009

## 概要
前戦の日本GPでベッテルが優勝したことにより2007年以来の三つ巴状態で迎える事になった。
ポイントリーダのバトンがここで表彰台（3位以上）にあがればバリチェロ、ベッテルがどういう順位で終えても無条件でワールドチャンピオンになる。また、表彰台にあがれなくてもバトンが2人に10pt以上つければ（最低条件として、バリチェロ5位以下・ベッテル3位以下・バトン8位以上）、仮に最終戦アブダビGPで、バトンがライバルと同ptになっても優勝回数の多い方が1位の為（バトン6勝・ベッテル3勝・バリチェロ2勝）その時点でバトンがワールドチャンピオンになる。
一方、コンストラクターズチャンピオンの方もブラウンGPとレッドブルとの差が35.5ptの為、このレースでブラウンGPが1ptとればその時点で決まる。逆に、レッドブルがコンストラクターズで勝つ為には、このブラジルGPと最終戦アブダビGPで1－2を決めブラウンGPの2台が2戦ともノーポイントでなくてはならない。

## 予選
トヨタは、前戦日本GPで負傷したティモ・グロックに変わりテストドライバーの小林可夢偉が乗ることになった。

### 展開
気温17℃、路面温度17℃、湿度97％の条件下で予選がスタート。
コースに川ができるほどの大雨と、非常にコンディションが悪く、前戦の日本GPに続く大荒れの予選となった。

#### Q1
フリー走行3回目は豪雨のためセッションが大幅に遅延したが、Q1開始時にはコンディションも良くなりスケジュール通り開始されたものの、路面がウェットであることに変わりはなかった。雨により各マシンがウェットタイヤ（深溝）を履いて予選が始まる。4分が経過したところでフェラーリのジャンカルロ・フィジケラが2コーナーでスピン、アンチストールが作動せずコースに大きくまたがる形で止まってしまい赤旗中断となる。間もなくマシンの撤去は終了したものの、ストレートでもアクアプレーニングを起こすほどのコンディションのために、状態が改善されるまでセッションが中止される。
14分後の14時18分にセッションが再開され、全マシンが燃料を積み、走り続ける作戦に出る。
この雨の中、タイトル争いにわずかな希望を残すレッドブルのセバスチャン・ベッテル、マクラーレンの2台、BMWザウバーのニック・ハイドフェルド、フィジケラがQ1敗退となった。今期全戦でQ3に進出し、逆転チャンピオンの望みをつなぐためには2位以内に入ることが絶対条件のベッテルにとって苦しい予選結果となった。

#### Q2
Q1終了後、コンディションの回復を待って14時57分にQ2が始まる。
しかし2分半が経過したところでフォース・インディアのヴィタントニオ・リウッツィがホームストレートでアクアプレーニングを起こし、クラッシュ。ここで2度目の赤旗中断となる。
マシンはすぐに撤去されたものの、路面の状況が悪く中断が続き、15分おきにセーフティカーがコース状況を確認に向かう事態となる。そして、リウッツィのクラッシュから約70分後の16時10分にセッションが再開される。
Q2も後半になると、ウィリアムズの2台が初めにインターミディエイトタイヤ（浅溝）に交換し、再びアタックを行う。これに続きフェラーリのキミ・ライコネンなどもタイヤを交換してアタックを行う。この結果、ウィリアムズのワンツーでQ2が終了。小林、トロ・ロッソのハイメ・アルグエルスアリ、ルノーのロマン・グロージャン、ポイントリーダーのジェンソン・バトンがQ2敗退となった。

#### Q3
気温17℃、路面温度17℃、湿度97％
16時32分、予選Q3が開始。Q3が始まったと同時に次々にマシンがコースに出て行く。Q2ではウェットタイヤだったマシンも全てインターミディエイトタイヤに変えてアタックを行う。タイヤへの入力が強いレッドブル系のマシンに乗っている、レッドブルのマーク・ウェバーとトロ・ロッソのセバスチャン・ブエミが序盤は上位に立つ。
Q3も後半に入り、次々とトップタイムが更新され、ここまで、5人のドライバーが一時トップに立つ。残り3分で地元ブラジル出身のルーベンス・バリチェロが2度目のトップタイムをマークし、観客席が沸きあがる。この後、一時ウェバーにトップタイムを更新されるが、最後のアタックで再びトップタイムをマークし2004年ブラジルグランプリ以来5年ぶり通算14度目のポールポジション獲得となった。

2番手にはレッドブルのウェバー、3番手には大健闘のエイドリアン・スーティルが入り、以降の順位は4位にトヨタのヤルノ・トゥルーリ、5位にライコネン、6位に予選自己最高位となるブエミ、7番手にウィリアムズのニコ・ロズベルグ、8番手にBMWのロバート・クビサ、9番手に中嶋一貴、10番手はルノーのフェルナンド・アロンソとなった。

### 結果
| 順位 | No | ドライバー                 | チーム                         | Q1       | Q2       | Q3       | グリッド |
| ---- | -- | -------------------------- | ------------------------------ | -------- | -------- | -------- | -------- |
| 1    | 23 | ルーベンス・バリチェロ     | ブラウン・メルセデス           | 1'24.100 | 1'21.659 | 1'19.576 | 1        |
| 2    | 14 | マーク・ウェバー           | レッドブル・ルノー             | 1'24.722 | 1'20.803 | 1'19.668 | 2        |
| 3    | 20 | エイドリアン・スーティル   | フォースインディア・メルセデス | 1'24.447 | 1'20.753 | 1'19.912 | 3        |
| 4    | 9  | ヤルノ・トゥルーリ         | トヨタ                         | 1'24.621 | 1'20.635 | 1'20.097 | 4        |
| 5    | 4  | キミ・ライコネン           | フェラーリ                     | 1'23.047 | 1'21.378 | 1'20.168 | 5        |
| 6    | 12 | セバスチャン・ブエミ       | トロ・ロッソ・フェラーリ       | 1'24.591 | 1'20.701 | 1'20.250 | 6        |
| 7    | 16 | ニコ・ロズベルグ           | ウィリアムズ・トヨタ           | 1'22.828 | 1'20.368 | 1'20.326 | 7        |
| 8    | 5  | ロバート・クビサ           | BMWザウバー                    | 1'23.072 | 1'21.147 | 1'20.631 | 8        |
| 9    | 17 | 中嶋一貴                   | ウィリアムズ・トヨタ           | 1'23.161 | 1'20.427 | 1'20.674 | 9        |
| 10   | 7  | フェルナンド・アロンソ     | ルノー                         | 1'24.842 | 1'21.657 | 1'21.422 | 10       |
| 11   | 10 | 小林可夢偉                 | トヨタ                         | 1'24.335 | 1'21.960 |          | 11       |
| 12   | 11 | ハイメ・アルグエルスアリ   | トロ・ロッソ・フェラーリ       | 1'24.773 | 1'22.231 |          | 12       |
| 13   | 8  | ロマン・グロージャン       | ルノー                         | 1'24.394 | 1'22.477 |          | 13       |
| 14   | 22 | ジェンソン・バトン         | ブラウン・メルセデス           | 1'24.297 | 1'22.504 |          | 14       |
| 15   | 21 | ヴィタントニオ・リウッツィ | フォースインディア・メルセデス | 1'24.645 | No time  |          | 20       |
| 16   | 15 | セバスチャン・ベッテル     | レッドブル・ルノー             | 1'25.009 |          |          | 15       |
| 17   | 2  | ヘイキ・コバライネン       | マクラーレン・メルセデス       | 1'25.052 |          |          | 16       |
| 18   | 1  | ルイス・ハミルトン         | マクラーレン・メルセデス       | 1'25.192 |          |          | 17       |
| 19   | 6  | ニック・ハイドフェルド     | BMWザウバー                    | 1'25.515 |          |          | 18       |
| 20   | 3  | ジャンカルロ・フィジケラ   | フェラーリ                     | 1'40.703 |          |          | 19       |

- リウッツィは予選後のギアボックス交換により5グリッド降格ペナルティ

## 決勝
気温24℃、路面温度34℃

### 展開
タイヤはライコネンとマクラーレンの2台、BMWのハイドフェルドがソフト側のタイヤを選択。
5番手スタートのライコネンがKERSにより3番手まで順位を上げる。3コーナーではマクラーレンのヘイキ・コバライネンがハーフスピンをし、それに押し出される形でフィジケラは大きくコースオフしながらもコースに戻る。
ライコネンは更にバックストレートで2番手のウェバーに迫るが、ウェバーがラインを変えたためにライコネンと接触、ライコネンはフロントウイングを破損し最下位に順位を落とす。
更に5コーナーの外側から来たトヨタのトゥルーリとフォース・インディアのスーティルが接触。トゥルーリはその先のウォールにクラッシュしリタイヤ。スーティルはマシンコントロールを失い、アロンソに接触し、アロンソとスーティルもここでリタイヤ。これにより、オープニングラップで3台がリタイヤとなり、今期3度目(オープニングラップでの)のセーフティーカーが出動。また、トゥルーリは、コースマーシャルの指示に従わず接触したスーティルと言い合う姿が国際映像に映し出された。
1周目が終わり、マクラーレンの2台とライコネンがピットイン。しかしここでロリポップマンのミスによりコバライネンが給油ホースを引きちぎって発進し、ピットレーンに燃料を撒き散らす。更にその燃料がライコネンにかかり、マシンが一時炎上するが、マシンにそれほどダメージがなかったために、ライコネンはコースに復帰する（レース後、ライコネンは目がひりひりすると言っていた）。コバライネンはブラウンGPのメカニックに給油リグを外してもらいピットアウト、コースに戻る。オープニングラップのトラブルにより、6番手位以下が大きく順位を上げる。タイトルを争うバトン、ベッテルもそれぞれ9位、11位と順位を上げた。
5周目にセーフティーカーが入り、6周目にレース再開。ここで4番手のクビサが3番手、ロズベルグをオーバーテイク、
バックストレートでは中嶋が小林にオーバーテイクされる。中嶋は更にホームストレートでもバトンに抜かれ8番手まで下がる。バトンは更に小林も抜きにかかるが、小林もブロックラインを守り譲らない。後方ではベッテルも中嶋を抜きにかかるが、中嶋は何とかベッテルを押さえる。ここからチャンピオンシップを争う2台と2人の日本人を含めた4台の激しいバトルが始まる。ストレートラインスピードがのびない小林と中嶋はストレートでバトンとベッテルを押さえるのが精一杯の状態。小林はトップバリチェロよりも約1秒ペースが遅く、6番手小林から11番手ハミルトンまでの長い隊列ができる。
トップのバリチェロは21周目にピットイン。中嶋とベッテルの間でコースに復帰。しかしベッテルは6コーナーでバリチェロをオーバーテイク。23周目にクビサがピットインバリチェロの前でコースに戻る。24周目にロズベルグとブエミがピットイン。ここまで18周にわたって小林はバトンを抑えてきたが、25周目の1コーナーでバトンが小林をオーバーテイク。更に次の周回で中嶋が一時小林の前に出るが小林が1コーナーで抜き返す。更にバックストレートでベッテルを含めた3台の争いになるが、順位は変わらない。26周目にウェバーがピットイン。バトンの前でコースに戻る。中嶋は小林に抑えられていたために予定より早く、26周目にピットイン。今度はベッテルが小林の後ろにぴったりとつくが、抜くことはできない。ピットストップ前に4番手を走行していたロズベルグがここでスローダウン、27周目にリタイアとなってしまう。
29周目にバトンがピットイン。次の周回で小林がピットイン。小林は中嶋の前でコースに復帰する。中嶋はバックストレートで小林を抜きにかかるが、小林と中嶋がともにイン側にラインをとったため、小林が中嶋にがかぶさる格好となり接触、中嶋はフロントウイングを失いウォールにクラッシュ。リタイヤとなってしまう。37周目にベッテルがピットイン。バトンの後ろ、7番手でコースに戻る。42周目にハミルトンがピットイン。ハミルトンはタイヤ義務を果たしているためにタイヤはハード側のままで9番手でコースに復帰する。次の周でライコネンがピットイン。ハミルトンとライコネンは序盤のセーフティーカーランの間に既に1度ピットインしているので、実質1ストップとなっている。
2番手を走行していたクビサが46周目にピットイン。コースに戻り、バリチェロと順位が入れ替わる。そのバリチェロは50周目にピットイン。6番手でコースに戻る。トップのウェバーは52周目にピットイン。トップのままコースに戻る。55周目にバトンがピットイン。コバライネンの前でコースに戻るがコバライネンがすぐに抜き返す。次の周回でベッテルと小林がピットイン。ベッテルはコバライネンの前でコースに復帰。ベッテルはバトンを逆転する。59周目にコバライネンがピットイン。これでバトンの順位が1つ上がり6位になる。
残り10周となったところでバリチェロのマシンの右フロントにバイブレーションが発生し、ハミルトンにかわされ4番手に下がる。しかしこの際にハミルトンの右フロントウイングとバリチェロの左リアタイヤが接触し、ハミルトンはウイングを破損、バリチェロはタイヤがパンクしてしまう。ここでバリチェロは緊急ピットインとなり8番手まで順位が下がる。
トップのウェバーは1度目のピットストップ以降はトップを独走し、そのままフェリペ・マッサのチェッカーを受け、ドイツGPに続く今期2勝目。2番手は今期初表彰台のクビサ。3位は戦略をうまく変えてハミルトンが表彰台獲得。4位にベッテル、そしてバトンが5位に入り、ドライバーズタイトルと、コンストラクターズタイトルのダブルタイトルが決定した。チェッカー後、バトンは無線でクイーンの楽曲、伝説のチャンピオンを歌い「ワールドチャンピオン！ワールドチャンピオンだ！」と叫び、喜びを爆発させた。
昨年ここでタイトルを取ったルイス・ハミルトンと偶然にも状況が同じ（イギリス人、メルセデス・エンジン、カーNo.22、5位でフィニッシュ）である。

### 結果
| 順位 | No | ドライバー                 | チーム                         | 周回数 | タイム/リタイア | グリッド | ポイント |
| ---- | -- | -------------------------- | ------------------------------ | ------ | --------------- | -------- | -------- |
| 1    | 14 | マーク・ウェバー           | レッドブル・ルノー             | 71     | 1:32'23.081     | 2        | 10       |
| 2    | 5  | ロバート・クビサ           | BMWザウバー                    | 71     | +7.626          | 8        | 8        |
| 3    | 1  | ルイス・ハミルトン         | マクラーレン・メルセデス       | 71     | +18.944         | 17       | 6        |
| 4    | 15 | セバスチャン・ベッテル     | レッドブル・ルノー             | 71     | +19.652         | 15       | 5        |
| 5    | 22 | ジェンソン・バトン         | ブラウン・メルセデス           | 71     | +29.005         | 14       | 4        |
| 6    | 4  | キミ・ライコネン           | フェラーリ                     | 71     | +33.340         | 5        | 3        |
| 7    | 12 | セバスチャン・ブエミ       | トロ・ロッソ・フェラーリ       | 71     | +35.991         | 6        | 2        |
| 8    | 23 | ルーベンス・バリチェロ     | ブラウン・メルセデス           | 71     | +45.454         | 1        | 1        |
| 9    | 10 | 小林可夢偉                 | トヨタ                         | 71     | +1'03.324       | 11       |          |
| 10   | 3  | ジャンカルロ・フィジケラ   | フェラーリ                     | 71     | +1'10.665       | 19       |          |
| 11   | 21 | ヴィタントニオ・リウッツィ | フォースインディア・メルセデス | 71     | +1'11.388       | 20       |          |
| 12   | 2  | ヘイキ・コバライネン       | マクラーレン・メルセデス       | 71     | +1'13.499       | 16       |          |
| 13   | 8  | ロマン・グロージャン       | ルノー                         | 70     | +1 Lap          | 13       |          |
| 14   | 11 | ハイメ・アルグエルスアリ   | トロ・ロッソ・フェラーリ       | 70     | +1 Lap          | 12       |          |
| Ret  | 17 | 中嶋一貴                   | ウィリアムズ・トヨタ           | 30     | アクシデント    | 9        |          |
| Ret  | 16 | ニコ・ロズベルグ           | ウィリアムズ・トヨタ           | 27     | エンジン        | 7        |          |
| Ret  | 6  | ニック・ハイドフェルド     | BMWザウバー                    | 21     | ガス欠          | 18       |          |
| Ret  | 20 | エイドリアン・スーティル   | フォースインディア・メルセデス | 0      | アクシデント    | 3        |          |
| Ret  | 9  | ヤルノ・トゥルーリ         | トヨタ                         | 0      | アクシデント    | 4        |          |
| Ret  | 7  | フェルナンド・アロンソ     | ルノー                         | 0      | アクシデント    | 10       |          |

- ヤルノ・トゥルーリはクラッシュ後、マーシャルの警告を無視したため1万ドルの罰金
- ヘイキ・コバライネンは、ピットロードでの火災を引き起こしたため25秒加算のペナルティ
- マクラーレンには給油リグが繋がったままコバライネンに発進の合図を送ったため5万ドルの罰金